# Țelna, Alba
Țelna (în maghiară Celna) este un sat în comuna Ighiu din județul Alba, Transilvania, România.

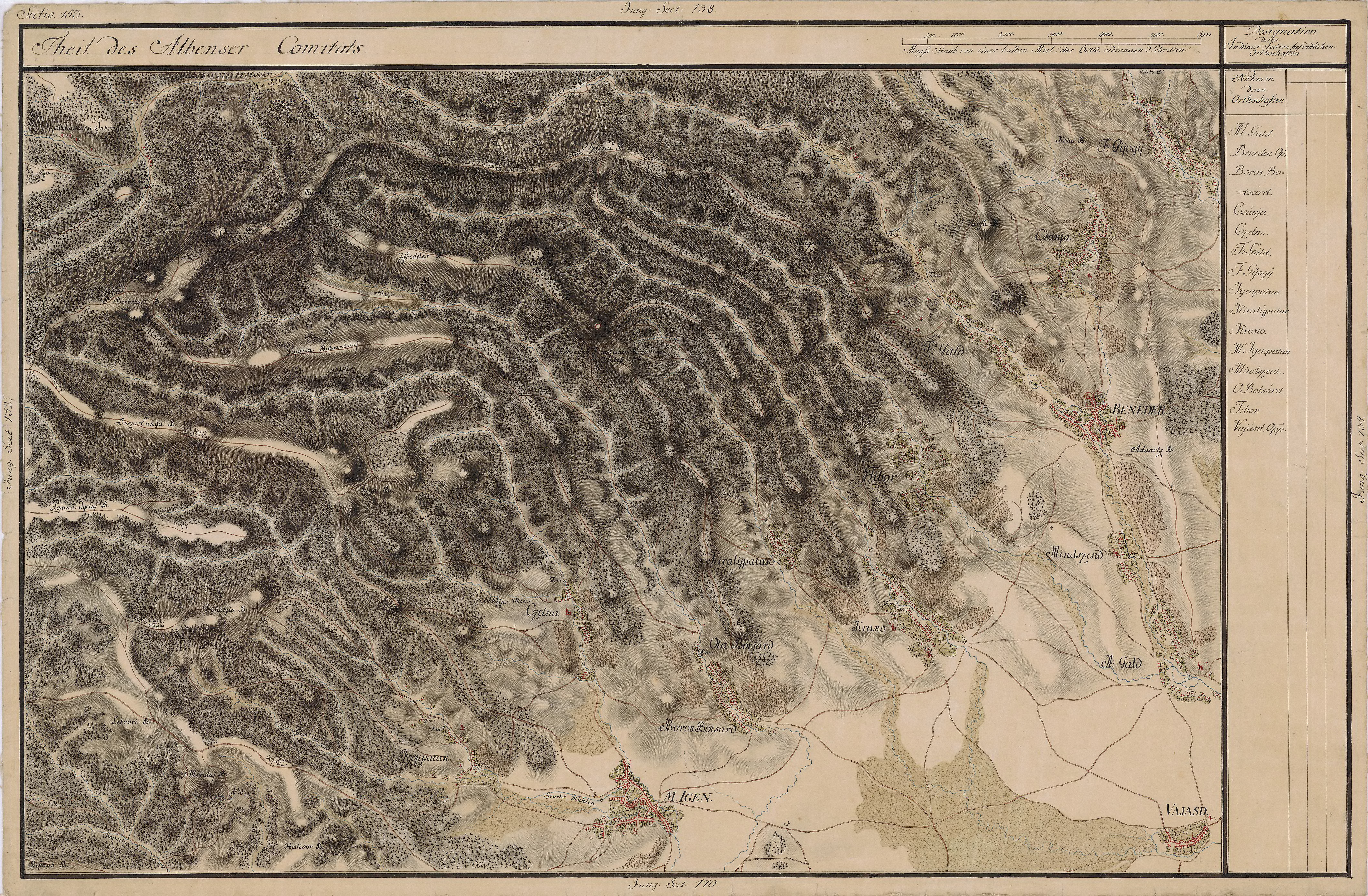
Țelna pe Harta Iosefină a Transilvaniei, 1769-73